# Catastrofa feroviară de la Ciurea
„Catastrofa de la Ciurea” este numele sub care a intrat în istorie cel mai grav accident feroviar din România. Accidentul a avut loc în data de 31 decembrie 1916/13 ianuarie 1917, în plină desfășurare a primului război mondial, în gara din localitatea Ciurea, la sud de Iași, pe calea ferată Bârlad - Iași. Bilanțul a fost de peste 1.000 morți, absența unei anchete oficiale nepermițând elucidarea cauzelor accidentului.

## Contextul tragediei
Contraofensiva armatelor Puterilor Centrale începută în septembrie 1916 și ocuparea ulterioară a Bucureștiului au determinat, începând cu luna octombrie, exodul unei mari părți a populației spre Moldova. Refugierea guvernului și a casei regale la Iași au accentuat retragerea populației civile spre Moldova, numărul celor evacuați în acea perioadă fiind estimat la aproape un milion și jumătate de oameni, în contextul în care populația Vechiului Regat era de aproape opt milioane.

## Desfășurarea evenimentului
Un convoi militar (trenul de etapă E-1) constituit dintr-o garnitură de 26 de vagoane părăsise orașul Galați, după ce Brăila fusese ocupată de trupele germane, și se deplasa spre Iași. Vagoanele erau neîncăpătoare pentru numărul mare de soldați, români și ruși, și de civili refugiați din teritoriile ocupate de armatele lui von Mackensen, estimările ulterioare considerând că aproximativ 1.000 de pasageri călătoreau cu acest tren militar. Un mare număr de persoane călătoreau pe acoperișurile vagoanelor sau pe scări și între tampoanele de legătură.
De-a lungul traseului Bârlad-Iași, trenul s-a oprit de câteva ori pentru a se reaproviziona cu lemne din cauza lipsei cărbunilor. 
Trenul a ajuns în gara Bârnova în noaptea dintre 30/31 decembrie 1916 (stil vechi). După ce frânele cu aer de tip Westinghouse⁠(en)[traduceți] au fost reverificate și nu au semnalat probleme de funcționare (o primă verificare fiind deja făcută la Bălteni), trenul, tractat de două locomotive, a plecat în direcția Iași la ora 1 am. 
Porțiunea de cale ferată dintre Bârnova și Ciurea prezintă o pantă deosebit de importantă. În timpul coborârii pantei mecanicii primei locomotive au încercat să frâneze 
pentru a reduce viteza însă frânele de contrapresiune ale vagoanelor nu au funcționat. 23 dintre vagoane fiind echipate cu frâne de mână, ei au lansat semnale acustice către controlorii din vagoane pentru a le acționa, însă, din cauza aglomerării, controlorii nu au putut ajunge la ele. 
Recepționând semnalele lansate de mecanicii locomotivei, angajații căilor ferate din stația Ciurea au activat un macaz astfel încât trenul să intre pe linia 2 și să se evite coliziunea cu vagoanele cu păcură care staționau pe linia 1. Din cauza vitezei foarte mari și unghiului mare de cotire doar locomotiva și încă un vagon au reușit să treacă pe linia 2; dintre celelalte vagoane, cu excepția a doar două care au rămas pe linie, restul au deraiat. Se pare că cel puțin unul dintre vagoane s-a ciocnit de cisternele de combustibil declanșând o explozie și un incendiu enorm.

## Deznodământul
În acest accident feroviar și-au pierdut viața aproximativ 1.000 de persoane. Trupurile extrase dintre resturile de metal contorsionat ale garniturii au fost depuse în gara Ciurea; în ciuda numeroaselor apeluri pentru identificarea victimelor, doar foarte puține au fost identificate. 
Victimele au fost inhumate într-o groapă comună uriașă situată la aproape 500 de metri de gară, mormântul existând și în ziua de astăzi. În accident a pierit Vasile Cantacuzino, locotenent în armata română, fiul lui Matei B. Cantacuzino și a fost rănit istoricul Vasile Pârvan. 
Pentru a nu demoraliza și mai mult populația, deja încercată de mersul nefavorabil al războiului, guvernul a controlat și limitat răspândirea detaliilor legate de importanța dezastrului de la Ciurea în presa vremii. 
Nicio anchetă oficială asupra evenimentelor din gara Ciurea nu a fost realizată astfel încât cauzele exacte ale acestui accident feroviar nu sunt elucidate. Nu se știe de ce frânele nu au putut fi acționate la coborâre, deși fuseseră verificate în prealabil, și nici de ce linia 1 era ocupată de garnitura de cisterne, când aceasta trebuia să fie liberă. Se crede că unul dintre pasagerii din primele două sau trei vagoane a închis robinetul de aer comprimat din greșeală și aerul nu s-a putut propaga către frânele celorlalte vagoane. 
Acest accident feroviar este cel mai mare accident de acest gen petrecut în România și al treilea ca mărime la nivel mondial.